# ひなた (アイドル)
ひなた（1996年5月28日 - ）は、日本のグラビアアイドルである。
東京都出身。ポセイドンエンタテインメント所属。

## 略歴
- 2010年1月、初のDVD『はじめまして HINATA COLLECTION』をリリースする[3]。

## 作品

### DVD
- はじめまして HINATA COLLECTION（2010年1月）
- LOVEズッキュン（2010年4月）
- ひなたびより　ぽかぽかびより（2010年8月）
- ダイナマイト　シリーズ vol. 3（2010年11月）
- えすえすっ!　ひなたは後輩（2011年2月）
- ひなぱいん（2011年5月）
- 卒業作品　ぜんぶスクール水着SP（2012年3月）
- 卒業作品　ぜんぶ競泳水着SP（2012年3月）
- 全部キラキラ光沢水着!　ビキニ祭り（2012年6月）